# Besart Berisha
Besart Berisha (ur. 29 lipca 1985 w Prisztinie) – kosowski piłkarz występujący na pozycji napastnika. Zawodnik klubu Melbourne Victory.

## Kariera klubowa
Berisha urodził się w Jugosławii, ale w 1992 roku emigrował z rodzicami do Niemiec. Tam w 1994 roku rozpoczął treningi w klubie Berliner VB 49. Później grał jako junior w innych berlińskich drużynach – BFC Dynamo, TSV Lichtenberg oraz SV Lichtenberg 47. W 2003 roku przeszedł do Tennis Borussii Berlin, w której barwach przez rok w NOFV-Oberlidze zagrał 4 razy i zdobył 1 bramkę.
W 2004 roku Berisha przeszedł do pierwszoligowego Hamburgera SV. Przez pierwsze pół roku nie zdołał zadebiutować w barwach klubu. Potem w styczniu 2005 wypożyczono go do duńskiego Aalborg BK. W czerwcu tego samego roku powrócił do HSV, jednak w sierpniu ponownie został wypożyczony, tym razem do AC Horsens. W 2006 roku wrócił do HSV. W Bundeslidze zadebiutował 12 sierpnia 2006 roku w zremisowanym 1:1 pojedynku z Arminią Bielefeld. 16 grudnia 2006 roku w spotkaniu z Alemannią Akwizgran (3:3) strzelił pierwszego gola w Bundeslidze. W drużynie HSV grał do końca sezonu 2006/2007.
W lipcu 2007 roku Berisha podpisał kontrakt z angielskim Burnley, grającym w Championship. W sezonie 2007/2008 nie rozegrał tam żadnego spotkania. W sierpniu 2008 roku został wypożyczony do norweskiego Rosenborga Trondheim. Tam grał przez 4 miesiące, a potem ponownie przebywał na wypożyczeniu w AC Horsens. Po zakończeniu sezonu powrócił do Burnley, które dzięki barażom awansowało do Premier League.
W sierpniu 2009 roku Berisha powrócił do Niemiec, gdzie został zawodnikiem drugoligowej Arminii Bielefeld. Przez 2 lata w jej barwach rozegrał 18 spotkań i zdobył 2 bramki. W 2011 roku przeszedł do mistrza Australii, Brisbane Roar. W A-League zadebiutował 8 października 2011 roku w wygranym 1:0 pojedynku z Central Coast Mariners.

## Kariera reprezentacyjna
W reprezentacji Albanii Berisha zadebiutował 11 października 2006 roku w przegranym 1:2 meczu eliminacji Mistrzostw Europy 2008 z Holandią.
16 sierpnia 2016 zgodził się występować dla reprezentacji Kosowa, po tym jak została ona uznana przez UEFA i FIFA w maju 2016.